# Guldbagge 2003
La 38ª edizione del Premio Guldbagge si è svolta a Stoccolma il 3 febbraio 2003. 

## Vincitori
Vengono di seguito indicati in grassetto i vincitori. Ove ricorrente e disponibile, viene indicato il titolo in lingua italiana e quello in lingua originale tra parentesi.
Miglior film
- Lilja 4-ever, regia di Lukas Moodysson
  - Alla älskar Alice, regia di Richard Hobert
  - Grabben i graven bredvid, regia di Kjell Sundvall

Miglior regista
- Lukas Moodysson - Lilja 4-ever
  - Ulf Malmros - Bäst i Sverige!
  - Kjell Sundvall - Grabben i graven bredvid

Miglior attrice
- Oksana Akinshina - Lilja 4-ever
  - Elisabet Carlsson - Grabben i graven bredvid
  - Tuva Novotny- Den osynlige

Miglior attore
- Michael Nyqvist - Grabben i graven bredvid
  - Artyom Bogucharsky - Lilja 4-ever
  - Mikael Persbrandt - Alla älskar Alice

Miglior attrice non protagonista
- Cecilia Frode - Klassfesten
  - Marie Göranzon - Alla älskar Alice
  - Gunilla Röör - Beck – Sista vittnet

Miglior attore non protagonista
- Göran Ragnerstam - Suxxess
  - Alexander Skarsgård - Hundtricket – The Movie
  - Lennart Jähkel - Suxxess

Migliore sceneggiatura
- Lukas Moodysson - Lilja 4-ever
  - Peter Birro- Bäst i Sverige!
  - Sara Heldt - Grabben i graven bredvid

Migliore fotografia
- Ulf Brantås - Lilja 4-ever
  - John Christian Rosenlund - Beck – Sista vittnet
  - Lars Crépin - Alla älskar Alice

Miglior film straniero
- L'uomo senza passato (Mies vailla menneisyyttä), regia di Aki Kaurismäki
  - Parla con lei (Hable con ella), regia di Pedro Almodóvar
  - I Tenenbaum (The Royal Tenenbaums), regia di Wes Anderson

Premio Ingmar Bergman
- Vilgot Sjöman

Premio Guldbagge onorario
- Gunnar Fischer